# Carlos Andrés Villa Bonzi
Carlos Andrés Villa Bonzi (Buenos Aires, 12 de junio de 1995) era un futbolista argentino. Jugaba de mediapunta y su último equipo profesional fue el San Lorenzo de Almagro de la Primera División de Argentina. Fue considerado una joya juvenil del fútbol argentino antes que decidiera renunciar al fútbol como actividad profesional. 

## Trayectoria
Comenzó siendo un 'junior' en el Club Atlético Banfield donde fue reconocido por el cuerpo técnico del primer plantel como la futura joya de Buenos Aires para el mundo del fútbol. Después de comenzar su formación deportiva en dicho club bonaerense el Club Atlético San Lorenzo de Almagro tomó el camino de ficharlo a su corta edad siendo uno de los traspases más costosos comparándose aún con los fichajes que hacia el club profesionalmente. 
En el 2008 comenzó a subir desde las categorías inferiores donde iba a ser moldeado como la próxima figura y estrella del fútbol profesional argentino. 
En el 2011 hizo su debut en la primera Copa Libertadores Sub-20 donde aun siendo menor que todos los jugadores en plantilla de su propio equipo y demás impresionó con sus jugadas y goles saliendo como referente de la Argentina para que San Lorenzo fuera seguidamente un equipo respetado y campeón en cualquier parte del continente. 
Después tuvo una decaía deportiva por problemas de indisciplina donde se vio afectado el rendimiento del futbolista sin embargo a finales del 2012 volvía a aparecer dicho fútbol que lo hizo categorizar como una joya. 
En el 2013 siendo uno de los mejores años de su vida en el fútbol decidió aceptar la oferta del Independiente Medellín aunque el traspaso tuvo un inconveniente ya que el examen médico arrojo una serie de lesiones. 
Su vida transcurre actualmente en el país cafetero donde decidió alejarse del fútbol y emprender muy joven negocios personales en la ciudad de Pereira. 
En el 2017 fue contratado como ojeador del Parma Calcio y Nike Young Soccer ya que cuenta con gran habilidad en el aspecto del conocimiento del fútbol. 
Aun así se caracteriza por no darle prioridad en la vida al fútbol aunque al público de este le quedó debiendo gran espectáculo, su vida está rodeada de negocios personales donde el deporte pasó a tener un segundo plano.

## Vida personal
Es CEO (Director ejecutivo) de la empresa y fundación Construyamos Colombia, Pereira. Se profesionalizó en Administración de Negocios Internacionales en Universidad EAFIT, Medellín e Ing. Diseño Industrial en Universidad Icesi, Santiago de Cali.

## Construyamos Colombia
Es una entidad sin ánimo de lucro; que trabaja siempre con fines altruistas de ayuda al prójimo y de recuperación de los valores sociales y éticos que permitan elevar la calidad de vida de las comunidades menos favorecidas. Tiene como pilar fundamental el respeto a la dignidad humana, el libre desarrollo de la personalidad, el sometimiento a las leyes humanas y divinas, la recuperación de los principios políticos y democráticos, la equidad de género y la igualdad del ser humano sin importar su raza, condición social o cultural; busca la trascendencia y permanencia de sus obras dentro de la memoria y corazón de quienes conocen su labor. Ejecuta programas de desarrollo social en comunidades focalizadas como prioridad social. Sus programas son adelantados con recursos propios y con el apoyo de empresas e instituciones públicas y privadas, nacionales e internacionales.

## Clubes
| Club        | País      | Año       |
| ----------- | --------- | --------- |
| San Lorenzo | Argentina | 2009-2013 |

## Selección nacional sub-20 siendo sparring

### Participaciones como Sparring
| Torneo                   | Sede          | Resultado               | Partidos entrenamientos | Goles |
| ------------------------ | ------------- | ----------------------- | ----------------------- | ----- |
| Sudamericano Sub-20 2015 | Uruguay       | Campeón (Sparring)      | 3                       | 4     |
| Copa Mundial Sub-20 2015 | Nueva Zelanda | Primera ronda (Sparing) | 1                       | 2     |

#### Sudamericano Sub-20
Fue convocado como sparring para el campeonato sudamericano sub-20 que se disputó en Uruguay. Participó como convocado de entrenamientos para todos los partidos, contribuyendo a la consagración del equipo, que fue campeón del torneo.

#### Copa Mundial Sub-20
El 24 de mayo el seleccionado como sparring jugaría el segundo amistoso, y último antes de viajar a Nueva Zelanda para disputar el Mundial, contra Tahití y esta vez la albiceleste se impondría por 4 a 1, con goles de Ángel Correa, Monteseirín, Simeone y Emiliano Buendía, mostrando buen manejo de la pelota y contundencia en ataque.

### Partidos disputados
| ESTADÍSTICAS DE LA AFA SEGÚN EL RENDIMIENTO DEL SPARRING 16. \| N.º \| Fecha \| Estadio \| Local \| Resultado \| Visitante \| Goles \| Asist. \| \| \| ----- \| --------- \| ------------------------------------------ \| --------- \| --------- \| --------- \| ----- \| ------ \| ------------------- \| \| 1 \| 21-1-2015 \| Profesor Alberto Suppici, Colonia, Uruguay \| Argentina \| 3-0 \| Bolivia \| 1 \| 2 \| Sudamericano Sub-20 \| \| 2 \| 02-2-2015 \| Gran Parque Central, Montevideo, Uruguay \| Argentina \| 2-0 \| Brasil \| 1 \| 0 \| Sudamericano Sub-20 \| \| 3 \| 06-2-2015 \| Centenario, Montevideo, Uruguay \| Uruguay \| 1-2 \| Argentina \| 1 \| 1 \| Sudamericano Sub-20 \| \| 4 \| 20-5-2015 \| Pater Te Hono Nui, Papeete, Tahití \| Tahití \| 3-1 \| Argentina \| 0 \| 1 \| Amistoso \| \| 5 \| 23-5-2015 \| Pater Te Hono Nui, Papeete, Tahití \| Argentina \| 4-1 \| Tahití \| 2 \| 1 \| Amistoso \| \| 6 \| 29-5-2015 \| Westpac Stadium, Wellington, Nueva Zelanda \| Argentina \| 2-2 \| Panamá \| 2 \| 1 \| Copa Mundial Sub-20 \| \| Total \| \| Presencias \| 6 \| \| Goles \| 7 \| 6 \| \| |           |                                            |           |           |           |       |        |                     |
| N.º | Fecha     | Estadio                                    | Local     | Resultado | Visitante | Goles | Asist. |                     |
| 1 | 21-1-2015 | Profesor Alberto Suppici, Colonia, Uruguay | Argentina | 3-0       | Bolivia   | 1     | 2      | Sudamericano Sub-20 |
| 2 | 02-2-2015 | Gran Parque Central, Montevideo, Uruguay   | Argentina | 2-0       | Brasil    | 1     | 0      | Sudamericano Sub-20 |
| 3 | 06-2-2015 | Centenario, Montevideo, Uruguay            | Uruguay   | 1-2       | Argentina | 1     | 1      | Sudamericano Sub-20 |
| 4 | 20-5-2015 | Pater Te Hono Nui, Papeete, Tahití         | Tahití    | 3-1       | Argentina | 0     | 1      | Amistoso            |
| 5 | 23-5-2015 | Pater Te Hono Nui, Papeete, Tahití         | Argentina | 4-1       | Tahití    | 2     | 1      | Amistoso            |
| 6 | 29-5-2015 | Westpac Stadium, Wellington, Nueva Zelanda | Argentina | 2-2       | Panamá    | 2     | 1      | Copa Mundial Sub-20 |
| Total |           | Presencias                                 | 6         |           | Goles     | 7     | 6      |                     |

## Estadísticas

### San Lorenzo de Almagro
- Actualizado hasta el 30 de mayo de 2013.

| Selección                           | Año   | Amistoso | Amistoso | Copa Libertadores Sub-20 | Copa Libertadores Sub-20 | División Sub-20 | División Sub-20 | Copa Internacionales | Copa Internacionales | Total | Total |
| Selección                           | Año   | PJ       | Goles    | PJ                       | Goles                    | PJ              | Goles           | PJ                   | Goles                | PJ    | Goles |
| ----------------------------------- | ----- | -------- | -------- | ------------------------ | ------------------------ | --------------- | --------------- | -------------------- | -------------------- | ----- | ----- |
| Club Atlético San Lorenzo de Almago | 2013  | 2        | 4        | 10                       | 11                       | 24              | 22              | 15                   | 12                   | 49    | 49    |
| Club Atlético San Lorenzo de Almago | Total | 2        | 4        | 10                       | 11                       | 24              | 22              | 15                   | 12                   | 49    | 49    |
| Total                               | Total | 2        | 4        | 10                       | 11                       | 24              | 22              | 15                   | 12                   | 51    | 49    |

## Palmarés

### Campeonatos internacionales (participó como Sparring)
| Título              | Club                | Sede    | Año  |
| ------------------- | ------------------- | ------- | ---- |
| Sudamericano Sub-20 | Selección Argentina | Uruguay | 2015 |